# كيت وودز
كيت وودز (بالإنجليزية: Kate Woods) هي لاعب هوكي الحقل جنوب أفريقية، ولدت في 11 أكتوبر 1981 في جوهانسبرغ في جنوب أفريقيا.

## وصلات خارجية
- كيت وودز على موقع الاتحاد الدولي للهوكي (الإنجليزية)
- كيت وودز على موقع أوليمبيديا (الإنجليزية)
- كيت وودز على موقع اتحاد ألعاب الكومنولث (مؤرشف) (الإنجليزية)
- كيت وودز على موقع دورة ألعاب الكومنولث 2006 (مؤرشف) (الإنجليزية)